# Puddles of H2O
Puddles Of H2O – pierwszy i jedyny singiel grupy Atban Klann promujący niewydany album Grass Roots.

## Tracklista
kaseta magnetofonowa
- "Puddles of H2O" - 3:29
- "Puddles of H2O" (Instrumental) - 3:29
- "Let Me Get Down" (Clean) - 4:48
- "Let Me Get Down" (Instrumental) - 4:48

płyta kompaktowa
- "Puddles of H20" - 3:39
- "Let Me Get Down" - 4:48
- "Duet" - 4:18
- "Juggling My Nuts" - 1:04

## Teledysk
Na początku teledysku biegnie dwóch mężczyzn. Potem zespół zaczyna śpiewać. Śpiew jest także pokazany koło mikrofonu. Teledysk jest czasami biało-czarny, kolorowy lub niebieski.